# Ліра (програмний комплекс)
ЛІРА — багатофункціональний програмний комплекс, призначений для проектування і розрахунку машинобудівних та будівельних конструкцій різного призначення. Розрахунки в програмі виконуються як на статичні, так і на динамічні впливи. Основою розрахунків є метод скінченних елементів (МСЕ). Різні модулі, що підключаються (процесори) дозволяють робити підбір і перевірку перерізів сталевих і залізобетонних конструкцій, моделювати ґрунт, розраховувати мости і поведінку будівель в період монтажу і т. д.

## Основні функції
Програмний комплекс ЛІРА має велику бібліотеку скінченних елементів (стрижневі схеми, оболонки, плити, балки-стінки, мембрани, тенти і т. Д.), Набір багатофункціональних процесорів, велику базу сталевих сортаментів. Все це дозволяє розраховувати конструкції будь-якої складності на різні види статичних і динамічних дій. Конструювання залізобетонних і сталевих елементів проводиться відповідно до норм країн СНД, Європи і США (існує підтримка англійської мови на будь-якому етапі роботи, а також різні системи одиниць вимірювань). Інтеграція з САПР і прикладними програмами (AutoCAD, Allplan, Stark SK, ArchiCAD, Microsoft Office, HyperSteel, AdvanceSteel, Bocad, Revit) проводиться за допомогою файлів форматів *.DXF, *.MDB, *.IFC та ін.

## Історія створення
З початку 1960-х років колектив розробників комплексів Ліра та ін очолює д. т. н. професор О. С. Городецький. У той час під його керівництвом були розроблені перші програми Експрес та Міраж для розрахунку конструкцій на БЕСМ, а також ЕОМ «М-20» і «Мінськ-22». Ці розробки поклали початок напрямку створення промислових програм масового застосування в галузі будівництва.
У 1963 році для БЕСМ-2 була розроблена програма Модель, в якій реалізований розрахунок просторових шарнірно-стрижневих систем з урахуванням геометричної та фізичної нелінійності. Для розв'язання систем нелінійних рівнянь був застосований кроковий метод. Програма мала модуль, який реалізує розрахунок пластинчастих систем (плит, балок-стінок, оболонок) на основі стрижневих апроксимацій. Інженерам надавалася можливість моделювати процес навантаження конструкцій, а для залізобетонних конструкцій моделювати процеси розвитку тріщин, повзучості.
На відміну від існуючих тоді програм, в яких реалізовувався тільки метод сил, у програмі Модель був використаний метод переміщень і автоматизована процедура статичного розрахунку: завдання та діагностика вихідних даних, складання рівнянь, розв'язання рівнянь, обчислення зусиль і напружень в стрижневих і пластинчастих елементах.
У 1965 році для ЕОМ М-20 була розроблена програма Панель для розрахунку конструкцій панельних будинків. Розрахункова схема представлялася у вигляді системи ортогональних балок-стінок і плит. Спочатку чисельно визначалися матриці жорсткості укрупнених фрагментів балок-стінок і плит, а потім розраховувалося вся будівля, що складається з укрупнених фрагментів. Була реалізована ідея методу скінченних елементів елементів і суперелементов (матриця жорсткості пластинчастих елементів будувалася на основі стрижневих апроксимацій).
У 1969 році для ЕОМ Мінськ-22 була випущена у світ програма Експрес, яка виконувала комплексний розрахунок (статичний і динамічний розрахунок, вибір розрахункових сполучень зусиль, підбір арматури) для довільних просторових стрижневих систем.
У 1970 році в програмному комплексі Міраж для ЕОМ Мінськ-22 вперше реалізовані методи скінченних елементів і суперелементов в тому вигляді, в якому вони зараз використовуються практично у всіх подібних програмах.
У 1975 році для ЄС ЕОМ був розроблений програмний комплекс ПК Ліра-ЄС на мовах ПЛ-1 і Асемблер в операційному середовищі ОС.
У 1991 році був розроблений програмний комплекс Міраж, який являв собою реалізацію алгоритмів Ліра-ЄС на персональних комп'ютерах в операційному середовищі DOS.
З 1974 року по 2010 рік розробка програм сімейства Ліра виконувалась колективом розробників (близько 40 осіб) під керівництвом О.С. Городецького у відділі САПР Державного науково-дослідного інституту автоматизованих систем у будівництві (ДНДІАСБ).
Починаючи з 2003 року, розробка програм сімейства Ліра виконується фірмою «ЛІРА софт». Розроблено програмні комплекси Ліра 9,0, 9,2, 9,4 і 9,6.

### ЛІРА 10 і ЛІРА-САПР
У 2011 році відбулося розділення колективу розробників на дві окремі компанії:
1. ТОВ «ЛІРА софт» (4 програміста під керівництвом А. В. Горбовця) ухвалила рішення створити принципіально новий програмний комплекс під назвою ЛІРА 10.[2] Через півтора роки після цього була випущена перша версія розрахункового комплексу ЛІРА 10 – ЛІРА 10.0 (станом на 2023 рік, остання версія - ЛІРА 10.12 R2.4.1).[3]
2. ТОВ «ЛІРА-САПР» (решта колективу[4] під керівництвом А. С. Городецького) продовжили роботу над наявним програмним комплексом, але змінили назву на нову — ЛІРА-САПР. Була оновлена схема нумерації версій: для маркування використовується поточний рік випуску і порядковий номер релізу в поточному році (станом на 2023 рік, остання версія ЛІРА-САПР 2022 R2).[5]

У подальшому обидві програми, ЛІРА 10 і ЛІРА-САПР, розробляються незалежно одна від одної.

## Спеціалізовані процесори, що підключаються до ПК ЛІРА
- ЛІР-Візор — базова система комплексу, в якій відбувається побудова розрахункової схеми, проводяться всі розрахунки, а також обробляються і документуються результати.
- ЛІР-АРМ — базова система комплексу, призначена для конструювання залізобетонних конструкцій.
- ЛІР-ЛАРМ — конструювання окремих залізобетонних елементів (дані можуть імпортуватися із ЛІР-АРМ).
- ЛІР-СТК — базова система конструювання сталевих конструкцій.
- ЛІР-РС — базова система редагування сталевих сортаментів. Дозволяє видаляти / додавати різні профілі металопрокату.
- ЛІР-КС — спеціалізований модуль конструювання перерізів різної конфігурації.
- ЛІР-КТС — спеціалізований модуль конструювання тонкостінних перерізів.
- ЛІР-КМ — модуль, для отримання набору креслень КМ (конструкції металеві) на основі даних, отриманих в ЛІР-Візор. Імпорт в AutoCAD, Bocad, REALSteel, AdvanceSteel.
- ҐРУНТ — модуль для визначення коефіцієнта постелі, спочатку використовувався в ПК Мономах. Дозволяє з достатньою точністю змоделювати ґрунт підстави за даними геологічних звітів.
- МОНТАЖ-ПЛЮС — спеціальних модуль, що дозволяє змоделювати процес монтажу конструкцій.
- МОСТ — модуль призначений для розрахунку мостових конструкцій.
- ДИНАМІКА-ПЛЮС — розрахунок фізично нелінійних систем.
- ВАРІАЦІЇ МОДЕЛЕЙ — дозволяє в рамках однієї розрахункової схеми варіювати не тільки навантаження (традиційний розрахунок), але і жорсткості і умови спирання (при незмінній топології).

## САПФІР-3D
САПФІР-3D — тривимірна система автоматизованого проєктування і розрахунку у сфері архітектури (AEC). Програма входить у програмний пакет ЛІРА-САПР у вигляді самостійної програми з можливістю обміну даними з іншимим програми пакету ЛІРА-САПР.

## МОНОМАХ
ПК МОНОМАХ-САПР (программа Мономах) — програма для розрахунку залізобетонних конструкцій. Програма входить у програмний пакет ЛІРА-САПР у вигляді самостійної програми з можливістю обміну даними з іншимим програми пакету ЛІРА-САПР.

## ЕСПРІ
ЕСПРІ —"електронний довідник інженера", набір допоміжних програм та утиліт у сфері конструкційних матеріалів та розрахунку їх властивостей.